# Wilhelm Backhaus
Wilhelm Backhaus (ur. 26 marca 1884 w Lipsku, zm. 5 lipca 1969 w Villach w Austrii) – niemiecki pianista, wirtuoz.
W latach 1891–1898 pobierał nauki u Aloisa Reckendorfa oraz studiował w Konserwatorium w Lipsku (1894–1899). Studia uzupełnił u Eugena d’Alberta we Frankfurcie nad Menem (1899). Pierwszy wielki sukces pianistyczny (jednocześnie swój debiut zagraniczny) odniósł w 1900 w Londynie. W tym samym roku został profesorem w Royal College w Manchesterze. W 1905 otrzymał w Paryżu nagrodę Antona Rubinsteina zdobywając światową sławę wybitnego interpretatora dzieł Ludwiga van Beethovena oraz Johannesa Brahmsa. Wykładał w Curtis Institute of Music (1925–1926). W 1930 osiadł w Szwajcarii. 
Backhaus był jednym z pierwszych pianistów nagrywających na płyty. Pierwszych rejestracji dokonał w 1908. Styl Backhausa charakteryzuje się doskonałością techniczną oraz czystością wykonania, która łączy się z siłą i sztuką frazowania. Uważany jest za jednego z największych pianistów wszech czasów.